# Kenwyne Jones
Kenwyne Joel Jones, nogometaš Trinidad in Tobaga, * 5. oktober 1984, Point Fortin, Trinidad, Trinidad in Tobago.

## Življenjepis
Jones se je rodil v Point Fortinu na Trinidad in Tobagu, Lydii in Pamphilu Jones. Obiskoval je St. Anthony's College na Trinidadu skupaj s svojim kasnejšim klubskim kolegom Carlosom Edwardsem. Tudi Kenwynov stric, Philbert Jones je bil nogometaš, ki je igral za Strike Squad, ki je za eno točko zgrešil uvrstitev na Svetovno prvenstvo v nogometu 1990. Kenwyne ima podoben slog igranja kot njegov stric; tako pri igri kot pri proslavljanju golov. Poročen je z Avalon in ima tri otroke: Isaiah ter dvojčka Arianne in Kaelyn. Jones se je dokončno razvil v hitrega igralca šele v Sheffield Wednesday, kanmor je bil posojen septembra 2004.
Že leta 2002 je bil na preizkusu pri klubih Manchester United ter Middlesbrough F.C., leta 2004 pa tudi pri West Ham Unitedu ter Rangersih. V intervjuju je Jones povedal, da je moral po Evropi iskati klube, sicer bi končal v vojski Trinidada in Tobaga. Sam je izjavil »Bilo je težko. Takrat sem ravno dobil sina in ni mi preostalo drugega kot, da uspem ali vstopim v vojsko. Moral sem preživljati družino in to je bilo to ... ali uspem ali grem v vojsko. Na to sem bil pripravljen.«.

## Kariera

### Začetki
Svojo nogometno kariero je začel v klubu Joe Public F.C. iz Trinidad in Tobaga. Leta 2002 je odšel h klubu W Connection.

### Southampton
Julija 2004 je Jones podpisal pogodbo s Southamptonom, v katerega je po poskusni dobi prestopil iz W Connectiona. W Connectionov predsednik David John Williams je Jonesonov prestop komentiral: »V trenutku, ko je Kenwyne Jones prestopil v Southampton,  sem vam povedal, da bo on največji igralec Trinidad in Tobaga poleg Dwighta Yorka«. Decembra 2004 je med časom, ko je bil posojen v Sheffield Wednesday, zabil sedem golov v sedmih tekmah. V Southampton se je nato vrnil januarja 2005,, kjer je nato odigral tekme proti Liverpoolu in mestnemu tekmecu Portsmouthu.
Pred začetkom sezone 2006/07 je Jones na zadnji pripravljalni tekmi proti Anderlechtu dosegel hat trick,. V Championshipu je Jones zadel dva gola proti Birmingham Cityju 29. novembra, 26. decembra 2006 pa je dobil svoj prvi rdeči karton v karieri, ko je porinil Marka Hudsona na tekmi proti Crystal Palace F.C.. Dva gola je dosegel tudi na tekmi proti Southend Unitedu, ki se je končala zmago Southamptona s 4:1. Zmaga zadnjega dne sezone je zagotovila Southamptonu mesto v končnici,. Kmalu po tem se je Jones poškodoval, sezono pa je končal s 16. goli.
11. maja 2007 je menedžer Southamptona, George Burley, izjavil, da je »Kenwyne novi Didier Drogba v nastajanju, vsaj kar se tiče fizičnih karakteristik«. Temu je sledila govorica, da želi Derby County kupiti Jonesa za cca 5,5 milijonov funtov. Jones je ponudbo predstavil Southamptonu 24. avgusta 2007 in začel s stavko, dokler klub ne bi podpisal papirjev .

### Sunderland
29. avgusta je bilo potrjeno, da Jones odhaja iz Southamptona, vanj pa prihaja Stern John. Vrednost celotnega posla je bila ocenjena na 6 milijonov funtov. Napadalec Trinidada je za Sunderland prvič nastopil 1. septembra 2007 na tekmo proti Manchester Unitedu, ki jo je klub izgubil z 1:0. Za novi klub je Kenwyne prvič zadel na domačem igrišču 15. septembra 2007, ko je Sunderland premagal Reading z 2:1.
Novembra 2007 so se pojavile govorice, da se za Jonesa zanima Liverpool F.C., ki naj bi zanj Sunderlandu ponudil Petra Croucha, posel pa naj bi bil vreden skupaj okoli 12 milijonov funtov. Za Jonesa naj bi se zanimalo še nekaj velikih klubov, kar je 21. decembra pricurljalo v javnost. Zanj naj bi se zanimal tudi klub Chelsea. Menedžer Sunderlanda Roy Keane pa je tovrstne špekulacije označil za neresnične. Jones je medtem 29. decembra zadel svoj peti gol, ko je na Stadium of Light proti Boltonu po kotu zadel z glavo bližnji vratarjev kot.
Kapetan Chelsea John Terry je Jonesa po medsebojni tekmi 15. marca 2008 (ki jo je Chelsea dobil z 1:0) pohvalil z besedami: »Jones je bil fantastičen, do zdaj pa sem dvakrat igral proti njemu. Je odličen igralec, izjemno delaven in verjetno najboljši pri igri z glavo v celotni Premier League. Resnično je tako dober!«.
Maja 2008 so se pojavile špekulacije, da naj bi se za vrednost okoli 10 milijonov funtov za Jonesa zanimal tudi Manchester United F.C..

## Reprezentančna kariera
Jones je za reprezentanco nastopil že v selekcijah U-17, U-20, U-23 za Olimpijske igre, že leta 2003 pa je nastopil za reprezentanco proti Finski. Tekma se je odvijala 29. januarja 2003. Za Trinidad in Tobago je nastopil tudi na Svetovnem prvenstvu leta 2006. Na svetovnih prvenstvih je prvič nastopil 15. junija 2006 na tekmi proti Angliji, ki jo je Trinidad in Tobago izgubil z 2:0. Jones je postal igralec leta Trinidada in Tobaga za leto 2007. Jones je kasneje izjavil: »Ta naslov je osvojilo veliko znanih imen in nikoli si nisem mislil, da bo to uspelo tudi meni«.

## Dosežki
- Nogometaš leta za sezono 2007/08 Sunderlanda A.F.C[31]
- Nogometaš leta Trinidada in Tobaga za leto 2007